# I Believe in You
"I Believe in You" é uma canção da cantora australiana Kylie Minogue, gravada como um dos materiais inéditos para sua segunda grande compilação de maiores sucessos, Ultimate Kylie (2004). A faixa foi escrita por Minogue, Jake Shears e Babydaddy, enquanto foi produzida por Shears e Babydaddy — ambos integrantes da banda Scissor Sisters —, e foi lançada como o primeiro single da compilação em 2004. através das gravadoras Parlophone e Mushroom Records. "I Believe in You" é uma canção pop e Euro disco que tem como inspiração a música disco e o eletropop da new wave dos anos 1980, e liricamente é sobre sua protagonista não acreditar em nada exceto na pessoa em que ama.
"I Believe in You" foi bem recebida por críticos musicais, que disseram que ela era "doce" e uma "obra prima", enquanto outros elogiaram a junção de Minogue e os membros da Scissor Sisters na produção. A faixa também foi bem sucedida comercialmente, alcançando as dez melhores colocadas na Grécia e Irlanda e as cinco primeiras colocadas em vários países como Áustria e Dinamarca. No Reino Unido, a canção alcançou o segundo lugar, enquanto na Austrália, país natal da artista, sua melhor posição foi a sexta. "I Believe in You" rendeu uma nomeação ao Grammy Awards de 2006 na categoria "Melhor Gravação de Dance".
O videoclipe correspondente para a faixa foi dirigido por Vernie Young em outubro de 2004 e lançado no mês seguinte. Ele apresenta a artista dublando a canção em uma gaiola esférica colorida, que foi descrita como um "limbo colorido" pelo diretor. Para promover o single e a coletânea Ultimate Kylie, Minogue cantou "I Believe in You" em lugares como o programa Top of the Pops e o Nordic Music Awards. A cantora também incluiu a canção em várias de suas turnês após seu lançamento, sendo mais recentemente na Golden Tour que ocorreu entre 2018 e 2019, bem como em outras ocasiões como no Palácio de St. James em 2012 e nas comemorações do nonagésimo aniversário da Rainha Elizabeth II em 2016.

## Antecedentes
Depois de lançar seu nono álbum de estúdio Body Language em 2003, foi anunciado em julho de 2004 pela BBC Radio 1 que Minogue entraria em estúdio com a banda americana Scissor Sisters em breve. No mês seguinte, o vocalista da banda, Jake Shears, disse que não podia esperar para lançar sua colaboração com a cantora por ser "muito boa", comentando: "Estar no estúdio com Kylie por três dias foi realmente surreal e legal. Eu estava tão ansioso de antemão, eu tive jet lag e só queria fazer algo de bom e já tivemos um tempo fantástico. Na verdade, estamos realmente colaborando e correu muito bem e estou feliz porque acho que ela se divertiu muito", também dizendo que se identificou muito com a cantora, sentimento com o qual a cantora concordou.
Após rumores apontarem que Minogue lançaria músicas inéditas até o fim do ano, foi anunciado em setembro de 2004 que a artista estaria lançando um disco de grandes sucessos seus, tendo duas faixas novas, intituladas "I Believe In You" e "Giving You Up". A cantora disse no anúncio que estava "tão empolgada com as novas faixas apresentadas aqui quanto com todas as outras do álbum. Neste ponto da minha carreira, eu estou feliz para celebrar o passado e olhar para o futuro". "I Believe in You" anunciada como primeiro single de Ultimate Kylie para ser lançada em 29 de novembro de 2004 através das gravadoras Parlophone e Mushroom Records, mas seu lançamento foi adiado para dia 6 de dezembro.

## Composição
|                                                    | "I Believe in You" Demonstração de 20 segundos de "I Believe in You", cuja musicalidade consiste nos gêneros pop e Euro disco. |
| Problemas para escutar este arquivo? Veja a ajuda. | |

"I Believe in You" é uma canção de música pop e Euro disco. Escrita e gravada para a coletânea Ultimate Kylie durante o verão de 2004 em Londres, Reino Unido, a música inspira-se na música disco e na música eletropop da new wave dos anos 1980. De acordo com a partitura publicada no website Musicnotes.com pela BMG Rights Management, "I Believe in You" é definida em tempo comum e está escrita na chave de sol maior. Os vocais de Minogue variam desde a nota sol até a nota mi. A música tem um andamento acelerado de 120 batidas por minuto. A faixa abre com um teclado tocando uma melodia coral. Essa melodia é mantida durante toda a música, exceto por pausas ocasionais nos versos de Minogue. À medida que a música continua, bateria e cordas de sintetizador são adicionadas ao fundo, que continuam por toda a faixa. O refrão apresenta Minogue cantando um coro de oitava alta com cordas e uma batida forte ao fundo.
Liricamente, "I Believe in You" é sobre sua protagonista não acreditar em nada exceto na pessoa em que ama. A artista canta na faixa: "Eu não acredito em mágica, está apenas na mente/Não acredito que amaria alguém, só para passar o tempo/Mas eu... eu... eu.. acredito em você". "Eu a amo. Ela faz tudo o que deve ser feito e ainda mais", disse Minogue sobre a música. Michael Paoletta da revista Billboard descreveu a música como "retrô de um jeito Italo-disco de meados dos anos 80", enquanto Hunter Felt do website PopMatters descreveu a canção como "retrô-futurística". Cameron Adams, escrevendo para o Herald Sun, notou os "sintetizadores pulsantes e teclados dos sonhos dançando lentamente juntos" durante a música, enquanto Dan Gennoe do Yahoo! Music notou o "sintetizador minimalista" da faixa. A equipe do jornal Evening Chronicle comentou que a canção lembrava mais "Confide in Me" (1994) do que o "clássico moderno" "Can't Get You Out of My Head" (2001).

## Análise da crítica

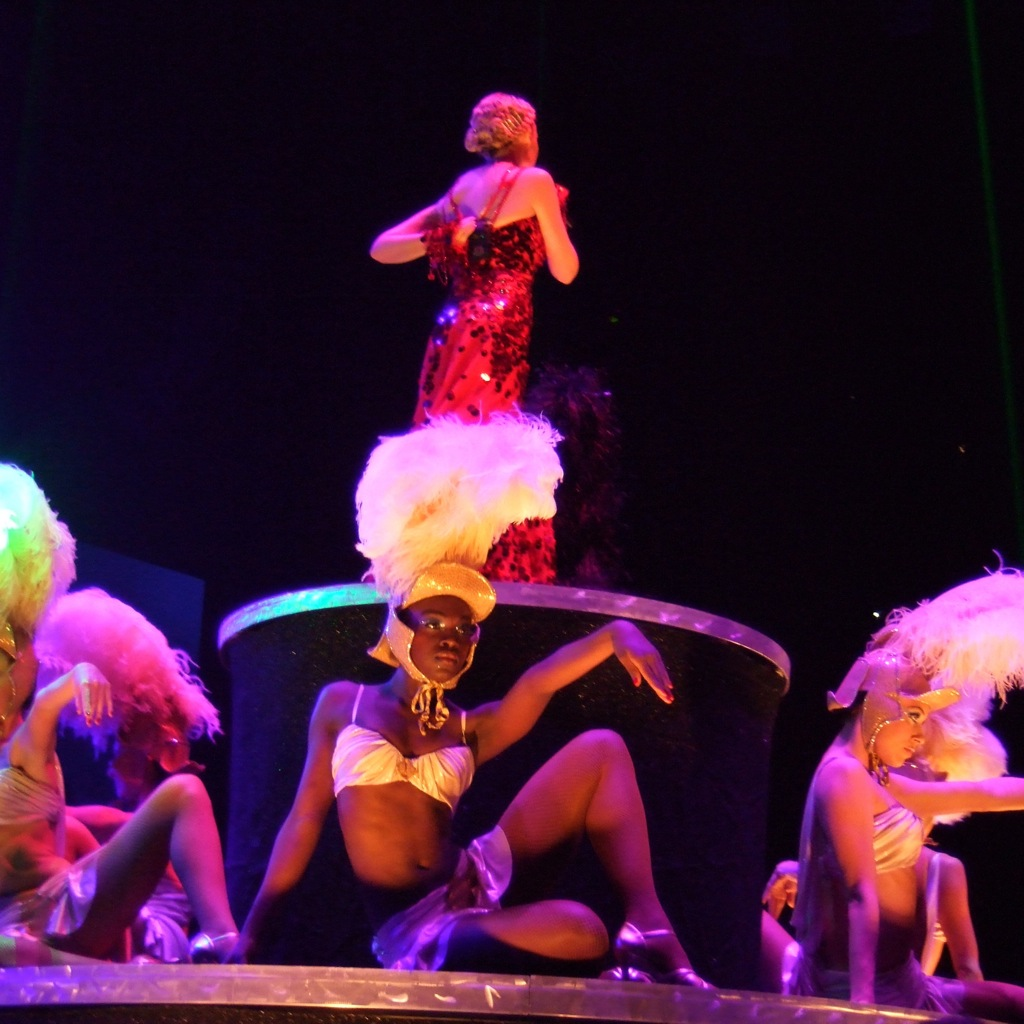
Minogue apresentando "I Believe in You" durante a Showgirl: The Homecoming Tour em 2006

Michael Paoletta da revista Billboard descreveu a canção como "doce" e "deliciosamente retrô", e quando comparada com "Slow", tinha um som épico, e disse que seria ótimo ouvi-la nas rádios top 40, modern rock e adult contemporary. Mark Edwards, da Stylus Magazine, disse que a canção "é uma obra-prima — um retorno fabuloso à forma", depois que seu último álbum, Body Language, soava "um pouco cansativo e monótono".  A Virgin.net chamou a música de "uma colaboração modesta e elegante" com Jake Shears e Babbydaddy, e disse que "embora possa não ter nenhum gancho realmente atraente (ou letras particularmente interessantes), ainda é uma canção encantadora", devido ao seu "combo de linha de baixo analógico pulsante e bumbo". O jornal Evening Chronicle classificou a faixa como "inegavelmente camp", bem como "furtiva e polida que continua crescendo", ressaltando como ela demonstra Minogue "se afastando da gatinha sexual com voz de bebê dos singles recentes para um som mais taciturno e sofisticado".
Natasha Tripney, para a MusicOMH, considerou que "I Believe In You, co-escrita com Jake Shears e Babydaddy da Scissor Sisters, fornece o suporte de [música] disco sensual que você esperaria de tal colaboração". Jaime Gill do Yahoo! Music comentou que o fato de a "nova e adorável" canção ser escrita por Scissor Sisters é a prova de que talentos excepcionais ainda veem a cantora como a melhor tela em branco na qual projetar suas puras fantasias pop. Também do Yahoo! Music, Dan Genroe disse que "Kylie nunca soa melhor do que quando está passando sua língua pelos lábios vermelhos sedutores e lambuzando seu ronronar sensual em um sintetizador minimalista. "I Believe in You" lhe dá muitas oportunidades para fazer as duas coisas", e que "e apesar de não corresponder ao brilho entorpecente de seus [singles] antepassados, é facilmente o próximo da fila".
Listando as 50 melhores canções da cantora para o Herald Sun, o jornalista Cameron Adams posicionou a faixa no número dez em sua lista, dizendo que "a amizade de Kylie com Scissor Sisters fazia total sentido. E quando passou da brincadeira para o trabalho [...] foi realmente um golpe de mágica", continuando a dizer que era "uma espécie de Donna Summer de conto de fadas" enquanto "os vocais angelicais de Kylie e as cordas celestiais combinam para um dos muitos singles de assinatura de Kylie". Helen Brown do The Daily Telegraph listou as 20 melhores canções de Minogue e posicionou "I Believe in You" na quinta posição, e disse: "Com seu vocal extático flutuando alto sobre uma pulsação de graves profundos", a música "se encaixa no legado eufórico de clássicos do disco, como I Feel Love, de Donna Summer". "I Believe in You" foi indicada ao ARIA Music Awards na Austrália por "Melhor Lançamento Pop" em 2005, e também foi indicada ao Grammy Awards de 2006 na categoria "Melhor Gravação de Dance".

## Videoclipe

Imagem de Minogue durante o videoclipe, dentro de uma das gaiolas esféricas coloridas

O videoclipe acompanhante para "I Believe in You" foi gravado entre os dias 9 e 10 de outubro de 2004, e dirigido por Vernie Yeung, com coreografia de Rafael Bonachela e figurinos pela grife italiana Dolce & Gabbana. Estreou online em 3 de novembro de 2004 através do website oficial da cantora. O diretor Vernie Young disse que "quando eles me enviaram a faixa, queriam algo disco, então pensei em usar uma bola espelhada. O que é bom em uma bola espelhada é que ela é sempre colorida, porque há muita luz refletida nela", e elaborando que também queria criar "uma gaiola esférica, com Kylie dentro". O diretor também disse que vestir os dançarinos com luzes coloridas combinava com toda a iluminação e basicamente fazia a mesma coisa que a gaiola fazia, que era criar um efeito de como Minogue estivesse em um "limbo colorido".
Os efeitos visuais presentes no vídeo foram providos pela companhia The Mill, com base no Soho, em Londres. Um de seus artistas, Adam Grint, foi encarregado de melhorar as barras de luz na gaiola esférica do vídeo, aumentando e nivelando o brilho de cada barra, criando um visual "sensual, neon e fluorescente" de acordo com ele, e também dando brilho adicional ao tom de pele da cantora. Grint também disse que um dos elementos mais desafiadores do projeto foi fazer os dançarinos de fundo parecerem mais abstratos, para fazer parecer com que Minogue estivesse envolta nas luzes em que eles irradiavam. "Eu tive que fazer como se as luzes ao redor de seus corpos parecerem riscadas, como se fossem disparadas em um obturador lento", contou ele.
O clipe abre com Minogue em pé no centro de uma grande gaiola esférica cercada por luzes neon enquanto ela gira em torno da artista. Ao chegar ao segundo verso, uma nova esfera, com um novo conjunto de luzes, é adicionada ao redor de Minogue, enquanto ela veste uma nova roupa e usa glitter em volta dos olhos. O vídeo progride para uma sequência de dança de Minogue diante de um turbilhão psicodélico de cores, antes da cena se transformar em um fundo preto iluminado por uma trupe de dançarinos irradiando luzes. À medida que o vídeo termina, essas quatro sequências são intercaladas entre si até desaparecerem gradualmente. Dois dos figurinos usados por Minogue no videoclipe foram doados pela própria cantora ao Arts Centre Melbourne, em sua cidade natal na Austrália.

## Apresentações ao vivo

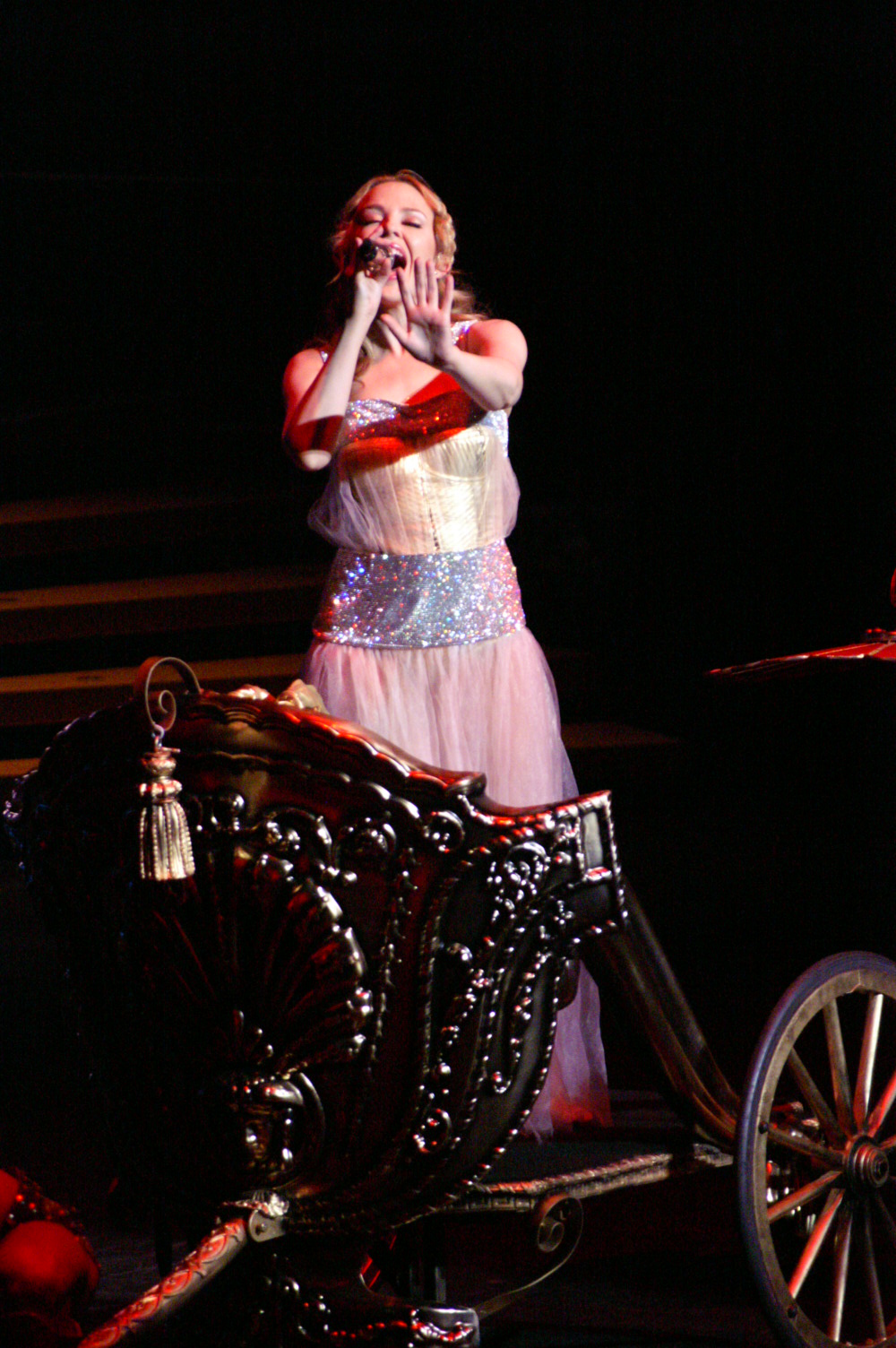
Minogue apresentando a canção durante a Aphrodite: Les Folies Tour em 2011, enquanto é carregada em uma carruagem de ouro.

Para promover o single e a coletânea Ultimate Kylie, Minogue cantou "I Believe in You" em lugares como Top of the Pops, e o Nordic Music Awards. Ela também incluiu a canção em sua turnê Showgirl: The Greatest Hits Tour em 2005. Chris Long da BBC notou que "poucos devem ter falhado em ter dado socos para o ar e flexionado seus quadris" com a performance, enquanto Dave Simpson do The Guardian disse que a apresentação "inicia uma gigante festa de empresa". Ao final da parte europeia da turnê, a cantora foi diagnosticada com câncer de mama, tendo que cancelar o restante do itinerário desta. Após se submeter a tratamento e recuperação, ela retomou a turnê sob a forma de Showgirl: The Homecoming Tour em 2006, e "I Believe in You" foi novamente adicionada ao repertório. A CBBC Newsround disse que a performance da canção na turnê renovada "transformava a arena em uma grande pista de dança".
Em 9 de novembro de 2007, Minogue cantou a faixa em uma versão balada no talent show francês Star Academy com o candidato Quentin Mosimann. Ela também interpretou a canção em seu especial The Kylie Show transmitido no dia seguinte no canal britânico ITV. Durante a turnê KylieX2008, a artista interpretou a canção novamente em uma versão balada. De acordo com Robert Sandall do The Sunday Times, foi nos momentos em que ela realmente cantou, ao invés de se juntar aos seus três vocalistas de apoio, como na performance de "I Believe in You", que ela parecia mais impressionante do que nunca, dizendo que foi "quando ela dispensou as artimanhas visuais [...] de repente ela parecia uma Kylie diferente e mais madura" do que no início de sua carreira. Para sua primeira turnê em território estadunidense For You, for Me em 2009, Minogue cantou a faixa novamente como uma balada. A apresentação foi descrita por Sophie Harris do Time Out como "adorável; começando contida e depois florescendo em um clímax cintilante e tenso" e terminando com pétalas de rosa projetadas no telão.
Minogue cantou "I Believe in You" novamente durante a Aphrodite: Les Folies Tour em 2011, numa performance em que ela puxada por seus dançarinos em uma carruagem de ouro. Em 2012, a cantora apresentou a canção juntamente com outras duas canções no Palácio de St. James, em um show privado para com 200 convidados, contando com a presença de Carlos, Príncipe de Gales e sua esposa, Camila, Duquesa da Cornualha. Durante seu show no Royal Albert Hall para promover seu álbum de Natal, Kylie Christmas, em 11 de dezembro de 2015, a artista interpretou a faixa em uma versão retrabalhada. Shaun Curran do jornal The Independent disse que era a melhor performance de suas músicas dançantes não-natalinas no show. A cantora também interpretou "I Believe in You" durante as comemorações do nonagésimo aniversário da Rainha Elizabeth II em 15 de maio de 2016. Em 16 de setembro de 2016, Minogue cantou a faixa em seu concerto durante a temporada de Fórmula 1 de 2016 em Singapura. Na Golden Tour que ocorreu entre 2018 e 2019, a faixa recebeu elementos country, enquanto a cantora vestia um traje branco, substituindo a canção "Breathe" a partir do segundo show.

## Faixas e formatos
| CD single |                                  |         |  |
| N.º       | Título                           | Duração |  |
| 1.        | "I Believe In You"               | 3:20    |  |
| 2.        | "I Believe In You (Mylo Vocal)"  | 3:23    |  |
| 3.        | "I Believe In You (Skylark Mix)" | 7:57    |  |
| 4.        | "B.P.M."                         | 4:05    |  |

## Créditos
Créditos adaptados do encarte de Ultimate Kylie.
- Kylie Minogue – vocais, composição
- Jake Shears – composição, produção
- Babydaddy – composição, produção
- Mark Aubrey – engenharia
- Jeremy Wheatly – mixagem
- Ashley Phase – masterização

## Desempenho nas tabelas musicais
No Reino Unido, "I Believe in You" estreou na tabela oficial do país em 18 de dezembro de 2004 em segundo lugar, sendo superada por "Do They Know It's Christmas?", single de caridade de Band Aid 20. A canção permaneceu na parada por treze semanas ao total, e vendeu 150,000 cópias na região até março de 2014. Em maio de 2018, a Official Charts Company divulgou os quarenta singles da cantora que mais venderam no Reino Unido, com a faixa ficando na vigésima segunda posição. "I Believe in You" também foi bem sucedida em outros territórios da Europa. Na Áustria, a faixa alcançou o quarto lugar na tabela nacional, enquanto na Dinamarca alcançou a segunda colocação. Além disso, a canção atingiu o top cinco de países como Hungria, Islândia e Noruega, enquanto atingiu o primeiro lugar na Romênia. Na parada que contabilizava todos os países da Europa, "I Believe in You" atingiu o quarto lugar.
Na Austrália, país natal de Minogue, a canção alcançou seu pico de número seis logo na sua estreia em 12 de dezembro de 2004, permanecendo por onze semanas na tabela. No ano seguinte, a faixa recebeu um certificado de ouro da Australian Recording Industry Association (ARIA) pela distribuição de 35.000 cópias no território. Na Nova Zelândia, "I Believe in You" foi menos bem sucedida, estreando no número 38 em 20 de dezembro de 2004, e atingindo o número 29 algumas semanas depois, permanecendo por cinco semanas na parada nacional. Nos Estados Unidos, apesar de não ter pontuado o suficiente para debutar na Billboard Hot 100, alcançou o terceiro lugar na parada da Billboard Hot Dance Club Play e o quarto lugar na Dance/Mix Show Airplay.

### Tabelas semanais
| Tabela musical (2004—05)                | Melhor posição |
| --------------------------------------- | -------------- |
| Alemanha (Offizielle Top 100)           | 12             |
| Austrália (ARIA Charts)                 | 6              |
| Austrália (ARIA Dance)                  | 2              |
| Áustria (Ö3 Austria Top 40)             | 4              |
| Bélgica (Ultratop 50 de Flandres)       | 13             |
| Bélgica (Ultratop 40 de Valônia)        | 20             |
| Dinamarca (Hitlisten)                   | 2              |
| Escócia (OCC)                           | 2              |
| Espanha (PROMUSICAE)                    | 5              |
| Estados Unidos (Dance Club Songs)       | 3              |
| Estados Unidos (Dance/Mix Show Airplay) | 4              |
| Europa (Hot 100 Singles)                | 4              |
| Finlândia (IFPI Finlândia)              | 20             |
| França (SNEP)                           | 35             |
| Grécia (IFPI Grécia)                    | 6              |
| Hungria (Mahasz)                        | 5              |
| Irlanda (IRMA)                          | 9              |
| Islândia (Tónlist)                      | 5              |
| Itália (FIMI)                           | 11             |
| Noruega (VG-lista)                      | 13             |
| Nova Zelândia (Recorded Music NZ)       | 29             |
| Países Baixos (Dutch Top 40)            | 10             |
| Países Baixos (Single Top 100)          | 14             |
| Polônia (ZPAV)                          | 3              |
| Reino Unido (UK Singles Chart)          | 2              |
| Romênia (Romanian Top 100)              | 1              |
| Suécia (Sverigetopplistan)              | 16             |
| Suíça (Schweizer Hitparade)             | 6              |

| Tabela musical (2004)          | Posição |
| ------------------------------ | ------- |
| Austrália (ARIA Dance)         | 18      |
| CEI (Tophit)                   | 161     |
| Reino Unido (UK Singles Chart) | 63      |

| Tabela musical (2005)          | Posição |
| ------------------------------ | ------- |
| Alemanha (Offizielle Top 100)  | 75      |
| Áustria (Ö3 Austria Top 40)    | 59      |
| Europa (Hot 100 Singles)       | 34      |
| Hungria (MAHASZ)               | 85      |
| Itália (FIMI)                  | 68      |
| Países Baixos (Single Top 100) | 93      |
| Romênia (Romanian Top 100)     | 7       |
| Suíça (Schweizer Hitparade)    | 61      |

## Certificações
| Região                                         | Certificação | Vendas  |
| ---------------------------------------------- | ------------ | ------- |
| Austrália (ARIA)                               | Ouro         | 35 000^ |
| ^distribuições baseadas apenas na certificação |              |         |